# Badminton-Senioreneuropameisterschaft 2022
Die Badminton-Senioreneuropameisterschaft 2022 fand vom 7. bis zum 13. August 2022 in Ljubljana statt.

## Die Sieger und Platzierten

### Senioren 35+
| Veranstaltung | Gold                             | Silber                             | Bronze                             |
| ------------- | -------------------------------- | ---------------------------------- | ---------------------------------- |
| Herreneinzel  | Frederic Gaspard                 | Vincent Espen                      | Romuald Legoubey                   |
| Herreneinzel  | Frederic Gaspard                 | Vincent Espen                      | Anthony Nelson                     |
| Dameneinzel   | Nina Kotar                       | Maya Dobreva                       | Nicole Bartsch                     |
| Dameneinzel   | Nina Kotar                       | Maya Dobreva                       | Aurelie Constant                   |
| Herrendoppel  | René Nichterwitz Sebastian Nieke | Jan-Eric Antonsson Dennis von Dahn | Nick Hodgson Nikita Kolomnin       |
| Herrendoppel  | René Nichterwitz Sebastian Nieke | Jan-Eric Antonsson Dennis von Dahn | Mark Law Alex Marritt              |
| Damendoppel   | Maya Dobreva Atanaska Vernik     | Stefanie Bannenberg Britta Hogrefe | Elena Johnson Francis McLure       |
| Damendoppel   | Maya Dobreva Atanaska Vernik     | Stefanie Bannenberg Britta Hogrefe | Nicole Bartsch Nicole Schnurrer    |
| Mixed         | Anthony Nelson Maily Turlan      | Plamen Mihalev Maya Dobreva        | Nick Hodgson Sarah Burgess         |
| Mixed         | Anthony Nelson Maily Turlan      | Plamen Mihalev Maya Dobreva        | Gregory Schneider Nicole Schnurrer |

### Senioren 40+
| Veranstaltung | Gold                              | Silber                              | Bronze                        |
| ------------- | --------------------------------- | ----------------------------------- | ----------------------------- |
| Herreneinzel  | Alex Marritt                      | Oliver Colin                        | Eric Wasylyk                  |
| Herreneinzel  | Alex Marritt                      | Oliver Colin                        | Björn Wippich                 |
| Dameneinzel   | Joanna Dix                        | Stefanie Schmidt                    | Helene Abusdal                |
| Dameneinzel   | Joanna Dix                        | Stefanie Schmidt                    | Katja Wengberg                |
| Herrendoppel  | Julien Fuchs Eric Wasylyk         | Oliver Colin Morten Eilby Rasmussen | Matthias Becker Oliver Winter |
| Herrendoppel  | Julien Fuchs Eric Wasylyk         | Oliver Colin Morten Eilby Rasmussen | Fabian Dietrich Pascal Histel |
| Damendoppel   | Beke Recht Jessica Willems        | Zuzana Matějková Nicole Rech        | Sarah Burgess Joanna Dix      |
| Damendoppel   | Beke Recht Jessica Willems        | Zuzana Matějková Nicole Rech        | Tiina Kähler Stefanie Schmidt |
| Mixed         | Jim Ronny Andersen Helene Abusdal | Björn Wippich Jessica Willems       | Alex Marritt Rebecca Pantaney |
| Mixed         | Jim Ronny Andersen Helene Abusdal | Björn Wippich Jessica Willems       | Eric Wasylyk Marion Bonneau   |

### Senioren 45+
| Veranstaltung | Gold                          | Silber                              | Bronze                                      |
| ------------- | ----------------------------- | ----------------------------------- | ------------------------------------------- |
| Herreneinzel  | Thorsten Hukriede             | Mark MacKay                         | Fredrik Du Hane                             |
| Herreneinzel  | Thorsten Hukriede             | Mark MacKay                         | Abel Hernández                              |
| Dameneinzel   | Georgy van Soerland           | Rebecca Pantaney                    | Majken Asmussen                             |
| Dameneinzel   | Georgy van Soerland           | Rebecca Pantaney                    | Janne Vang Nielsen                          |
| Herrendoppel  | Marc Hannes Thorsten Hukriede | Carl Jennings Mark King             | Jim Ronny Andersen Esben B. Kæmpegaard      |
| Herrendoppel  | Marc Hannes Thorsten Hukriede | Carl Jennings Mark King             | Marco Gloria Fernando Silva                 |
| Damendoppel   | Rebecca Pantaney Lynne Swan   | Majken Asmussen Dorte Steenberg     | Terese Caldeström Lynne Campbell            |
| Damendoppel   | Rebecca Pantaney Lynne Swan   | Majken Asmussen Dorte Steenberg     | Marielle van der Woerdt Georgy van Soerland |
| Mixed         | Carl Jennings Caroline Hale   | Thorsten Hukriede Michaela Hukriede | Fredrik du Hane Georgy van Soerland         |
| Mixed         | Carl Jennings Caroline Hale   | Thorsten Hukriede Michaela Hukriede | Mark MacKay Lynne Swan                      |

### Senioren 50+
| Veranstaltung | Gold                          | Silber                            | Bronze                            |
| ------------- | ----------------------------- | --------------------------------- | --------------------------------- |
| Herreneinzel  | Christophe Lionne             | Carsten Loesch                    | Stefan Edvardsson                 |
| Herreneinzel  | Christophe Lionne             | Carsten Loesch                    | Ulf Svenson                       |
| Dameneinzel   | Caroline Hale                 | Csilla Fórián                     | Dorota Grzejdak                   |
| Dameneinzel   | Caroline Hale                 | Csilla Fórián                     | Stephanie Ruberg                  |
| Herrendoppel  | Mikael Nilsson Ulf Svensson   | Justin G. Andrews Simon Gilhooly  | Stefan Edvardsson Joakim Nordgren |
| Herrendoppel  | Mikael Nilsson Ulf Svensson   | Justin G. Andrews Simon Gilhooly  | Henrik Lykke Alan McMillan        |
| Damendoppel   | Betty Blair Rachael Gilchrist | Olga Bryant Tracy Hutchinson      | Elizabeth Austin Caroline Hale    |
| Damendoppel   | Betty Blair Rachael Gilchrist | Olga Bryant Tracy Hutchinson      | Pia Emborg Anja G. Thomsen        |
| Mixed         | Carsten Loesch Julie Bradbury | Rémy Matthey de l’Etang Anke Treu | Henrik Lykke Lise Lotte Bilgrav   |
| Mixed         | Carsten Loesch Julie Bradbury | Rémy Matthey de l’Etang Anke Treu | Bo Sørensen Gitte Kruse           |

### Senioren 55+
| Veranstaltung | Gold                               | Silber                                       | Bronze                               |
| ------------- | ---------------------------------- | -------------------------------------------- | ------------------------------------ |
| Herreneinzel  | Geir Olve Storvik                  | Martin Qvist Olesen                          | Jean-Jacques Bontemps                |
| Herreneinzel  | Geir Olve Storvik                  | Martin Qvist Olesen                          | Tarmo Martikainen                    |
| Dameneinzel   | Betty Blair                        | Tanja Eberl                                  | Aileen Travers                       |
| Dameneinzel   | Betty Blair                        | Tanja Eberl                                  | Jeannette van der Werff              |
| Herrendoppel  | Henrik Madsen Geir Olve Storvik    | Michel Bachtiar Pierre Eriksson              | Stefan Grahn Magnus Nytell           |
| Herrendoppel  | Henrik Madsen Geir Olve Storvik    | Michel Bachtiar Pierre Eriksson              | Fredrik Ingemansson Hans Möller      |
| Damendoppel   | Tanja Eberl Elke Nijsse-Drews      | Cathy Bargh Debora Miller                    | Sandra Kroon Jeannette van der Werff |
| Damendoppel   | Tanja Eberl Elke Nijsse-Drews      | Cathy Bargh Debora Miller                    | Pamela Peard Sian Williams           |
| Mixed         | Jan-Eric Antonsson Hanne Bertelsen | Jan Bertram Petersen Jeannette van der Werff | Magnus Nytell Sandra Kroon           |
| Mixed         | Jan-Eric Antonsson Hanne Bertelsen | Jan Bertram Petersen Jeannette van der Werff | Mark Topping Betty Blair             |

### Senioren 60+
| Veranstaltung | Gold                                     | Silber                         | Bronze                                        |
| ------------- | ---------------------------------------- | ------------------------------ | --------------------------------------------- |
| Herreneinzel  | Jan-Eric Antonsson                       | Karsten Großgebauer            | Per Juul                                      |
| Herreneinzel  | Jan-Eric Antonsson                       | Karsten Großgebauer            | Jan Bertram Petersen                          |
| Dameneinzel   | Cathy Bargh                              | Lone Hagelskjær Knudsen        | Heidi Bender                                  |
| Dameneinzel   | Cathy Bargh                              | Lone Hagelskjær Knudsen        | Maureen Oskam                                 |
| Herrendoppel  | Ross Gladwin Michael Nevett              | Gene Austin Joyner Roger Leigh | Per Juul Birger Steenberg                     |
| Herrendoppel  | Ross Gladwin Michael Nevett              | Gene Austin Joyner Roger Leigh | Andreas Benz Wolfgang Pasler                  |
| Damendoppel   | Maria Brzeznicka Ewa Golanska            | Christine Crossley Linda Wood  | Kay Armer Susan C. Tooke                      |
| Damendoppel   | Maria Brzeznicka Ewa Golanska            | Christine Crossley Linda Wood  | Birte Bach Steffensen Lone Hagelskjær Knudsen |
| Mixed         | Birger Steenberg Lone Hagelskjær Knudsen | Bengt Mellquist Maureen Oskam  | Roger Leigh Susan C. Tooke                    |
| Mixed         | Birger Steenberg Lone Hagelskjær Knudsen | Bengt Mellquist Maureen Oskam  | Rolf Rüsseler Heidi Bender                    |

### Senioren 65+
| Veranstaltung | Gold                          | Silber                        | Bronze                                   |
| ------------- | ----------------------------- | ----------------------------- | ---------------------------------------- |
| Herreneinzel  | Dan Travers                   | Johan Widoff                  | Tariq Farooq                             |
| Herreneinzel  | Dan Travers                   | Johan Widoff                  | Rolf Rüsseler                            |
| Dameneinzel   | Christine Crossley            | Christine Black               | Edeltraud Schmidt                        |
| Dameneinzel   | Christine Crossley            | Christine Black               | Marie-Luise Schulta-Jansen               |
| Herrendoppel  | Rob Ridder Dan Travers        | Dieter Frick Rolf Rüsseler    | Tariq Farooq Karsten Meier               |
| Herrendoppel  | Rob Ridder Dan Travers        | Dieter Frick Rolf Rüsseler    | Christer Forsgren Cheddi Liljestrom      |
| Damendoppel   | Christine Black Marjan Ridder | Betty Bartlett Brenda Creasey | Anna Bowskill Sylvia Penn                |
| Damendoppel   | Christine Black Marjan Ridder | Betty Bartlett Brenda Creasey | Edeltraud Schmidt Christa Zimmermann     |
| Mixed         | Dan Travers Christine Black   | Rob Ridder Marjan Ridder      | Karsten Meier Marie-Luise Schulta-Jansen |
| Mixed         | Dan Travers Christine Black   | Rob Ridder Marjan Ridder      | Ian Purton Christine Crossley            |

### Senioren 70+
| Veranstaltung | Gold                            | Silber                          | Bronze                                   |
| ------------- | ------------------------------- | ------------------------------- | ---------------------------------------- |
| Herreneinzel  | Stefan Ohrås                    | Per Dabelsteen                  | Carl-Johan Nybergh                       |
| Herreneinzel  | Stefan Ohrås                    | Per Dabelsteen                  | Klaus Rosenkranz                         |
| Dameneinzel   | Betty Bartlett                  | Marguerite Butt                 | Jette Nielsen                            |
| Dameneinzel   | Betty Bartlett                  | Marguerite Butt                 | Lieselotte Wengberg                      |
| Herrendoppel  | Peter Emptage Graham Holt       | Per Dabelsteen Christian Hansen | Claus-Peter Lienig Hans-Joachim Pothmann |
| Herrendoppel  | Peter Emptage Graham Holt       | Per Dabelsteen Christian Hansen | Carl-Johan Nybergh Klaus Rosenkranz      |
| Damendoppel   | Cathy Alexander Christine Krüll | Jette Nielsen Irene Sterlie     | Sue Awcock Jan Hewett                    |
| Damendoppel   | Cathy Alexander Christine Krüll | Jette Nielsen Irene Sterlie     | Ilona Frahm Monika Regineri              |
| Mixed         | Peter Emptage Betty Bartlett    | Graham Holt Marguerite Butt     | Christian Hansen Jette Nielsen           |
| Mixed         | Peter Emptage Betty Bartlett    | Graham Holt Marguerite Butt     | Klaus Rosenkranz Ilona Frahm             |

### Senioren 75+
| Veranstaltung | Gold                         | Silber                      | Bronze                            |
| ------------- | ---------------------------- | --------------------------- | --------------------------------- |
| Herrendoppel  | Roger Baldwin Kenneth Tantum | Gerd Pflug Hans Schumacher  | Peter Honnen Matthias Kiefer      |
| Herrendoppel  | Roger Baldwin Kenneth Tantum | Gerd Pflug Hans Schumacher  | Hans-Hinrich Meyer Helmut Wiegand |
| Mixed         | Ian Brothers Jan Hewett      | Kenneth Tantum Joanna Elson | Roger Baldwin Vicki Betts         |
| Mixed         | Ian Brothers Jan Hewett      | Kenneth Tantum Joanna Elson | Adrian Perera Sue Awcock          |